# Canoeing tại Đại hội Thể thao Đông Nam Á 1987
Canoeing tại Đại hội Thể thao Đông Nam Á năm 1987 được tổ chức từ ngày 11 đến ngày 17 tháng 9 năm 1987 tại Trung tâm Thể thao Jatiluhur (Jatiluhur Sport Centre), cách Jakarta, Indonesia khoảng 60 km về phía đông bắc .
Các nội dung thi đấu gồm bộ môn kayak và rowing, dành riêng cho nam và nữ:
- Ở nội dung nam, vận động viên tranh tài các cự ly như Kayak 1 và Kayak 2 ở cự ly 1.000 m, cùng các nội dung rowing đơn (Single Sculls) và rowing đồng đội (Oars Coxed 2.000 m, 3.000 m, 10 người, 20 người).
- Ở nội dung nữ, thi đấu các nội dung tương tự với Kayak 1, Kayak 2 và rowing đôi 2.000 m sculls

Đoàn chủ nhà Indonesia thể hiện sự thống trị khi giành hết 12 huy chương vàng tại môn thi đấu này.

## Tóm tắt kết quả

### Nam
| Nội dung                               | Vàng                         | Bạc                          | Đồng                      |
| -------------------------------------- | ---------------------------- | ---------------------------- | ------------------------- |
| Kayak đơn                              | Yanson                       | Bambang Kusumowijoyo         | Lim Kwee Yan              |
| Kayak đơn (1,000 m)                    | Yanson                       | Goh Poh Soon                 | Subandi                   |
|                                        |                              |                              |                           |
| Kayak đôi                              | Subandi Bambang Kusumowijoyo | Ramli Umar Baco Ahmad        | Lim Kwee Yan Tan Yew Guan |
| Kayak đôi (1,000 m)                    | Yanson Wage Waromi           | Subandi Bambang Kusumowijoyo | Goh Poh Soon Lim Wee Teck |
|                                        |                              |                              |                           |
| Thuyền chèo đơn 2.000m                 | Leopold Luntungan            | Liem Kiat Chuan              | Benjamin Ramos            |
|                                        |                              |                              |                           |
| Thuyền chèo đôi có người lái (2,000 m) | Indonesia                    | Singapore                    | Philippines               |
| Thuyền chèo đôi có người lái (3,000 m) | Indonesia                    | Philippines                  | Singapore                 |
|                                        |                              |                              |                           |
| Thuyền đồng đội 10 người (2,000 m)     | Indonesia                    | Thái Lan                     | Brunei                    |
| Thuyền đồng đội 20 người (2,000 m)     | Indonesia                    | Brunei                       | Thái Lan                  |

### Nữ
| Nội dung               | Vàng           | Bạc                         | Đồng                |
| ---------------------- | -------------- | --------------------------- | ------------------- |
| Kayak đơn              | Jumina         | Hasimah                     | Lee Lay Bay         |
| Kayak đôi              | Jumina Hasimah | Tan Boon Pheng Tan Geok Lan | Ardi Subekti Salmah |
|                        |                |                             |                     |
| Thuyền chèo đơn 2.000m | Suparmi        | Magdalene Lim               |                     |

## Bảng huy chương
| Hạng               | Đoàn               | Vàng | Bạc | Đồng | Tổng số |
| ------------------ | ------------------ | ---- | --- | ---- | ------- |
| 1                  | Indonesia (INA)    | 12   | 4   | 2    | 18      |
| 2                  | Singapore (SIN)    | 0    | 5   | 5    | 10      |
| 3                  | Philippines (PHI)  | 0    | 1   | 2    | 3       |
| 4                  | Brunei (BRU)       | 0    | 1   | 1    | 2       |
| 4                  | Thái Lan (THA)     | 0    | 1   | 1    | 2       |
| Tổng số (5 đơn vị) | Tổng số (5 đơn vị) | 12   | 12  | 11   | 35      |